# Plebeia intermedia
Plebeia intermedia är en biart som först beskrevs av Johan Nordal Fischer Wille 1960.  Plebeia intermedia ingår i släktet Plebeia och familjen långtungebin. Inga underarter finns listade i Catalogue of Life.